# هازجة وردية الرأس
الهازجة وردية الرأس (الاسم العلمي: Cardellina versicolor) هي طائر صغير ينتمي لرتبة العصفوريات تتوطن في المرتفعات الجنوبية الغربية من غواتيمالا والمرتفعات الوسطى والجنوبية الشرقية من ولاية تشياباس الميكسيكية. الطيور الكبار غالباً ما تكون حمراء، مع رأس وصدر فضي-وردي. ومن الشائع إلى حد ما عيش هذه الهازجة في المناطق الرطبة وشبه الرطبة على أشجار الصنوبر والسنديان دائمة الخضرة والغابات دائمة الخضرة، على ارتفاعات تتراوح بين 1,800-3,500 متر (5,900-11,500 قدم) فوق مستوى سطح البحر.

## وصلات خارجية
- صور عن هازجة وردية الرأس على أكاديمية العلوم الطبيعية، مصادر بصرية عن علم الطيور
- فيديوهات عن هازجة وردية الرأس على جمع الطيور على الإنترنت
- هازجة وردية الرأس على مكتبة ماكولي (مختبر كورنيل لعلم الطيور)
- هازجة وردية الرأس على موقع xeno-canto.org